# 本願寺円陵教堂
本願寺円陵教堂（ほんがんじえんりょうきょうどう）は、福井県坂井市に存在した浄土真宗本願寺派（西本願寺）の寺院（教堂）である。
住職は浄土真宗本願寺派門主が兼ねるが、主管が置かれ平素の実務を取りまとめていた。

## 境内
- 本堂 - 木造。山門や塀もなく、市道に面していた。

## 歴史
- 2022年4月1日 - それまで福井別院輪番・福井教区教務所長が主管を兼務していたが、教務所長の2教区兼務として、金沢別院輪番・石川教区教務所長も兼務となる。
- 2023年10月 - 本山本願寺の議決機関である本願寺評議会にて解散と境内地の譲渡が議決される。[1]
- 2025年 - 2月6日に本山本願寺が公告。法人解散に伴い、土地は坂井市丸岡町にある社会福祉法人へ有償譲渡することが発表される。[2]